# Театр Новиссимо

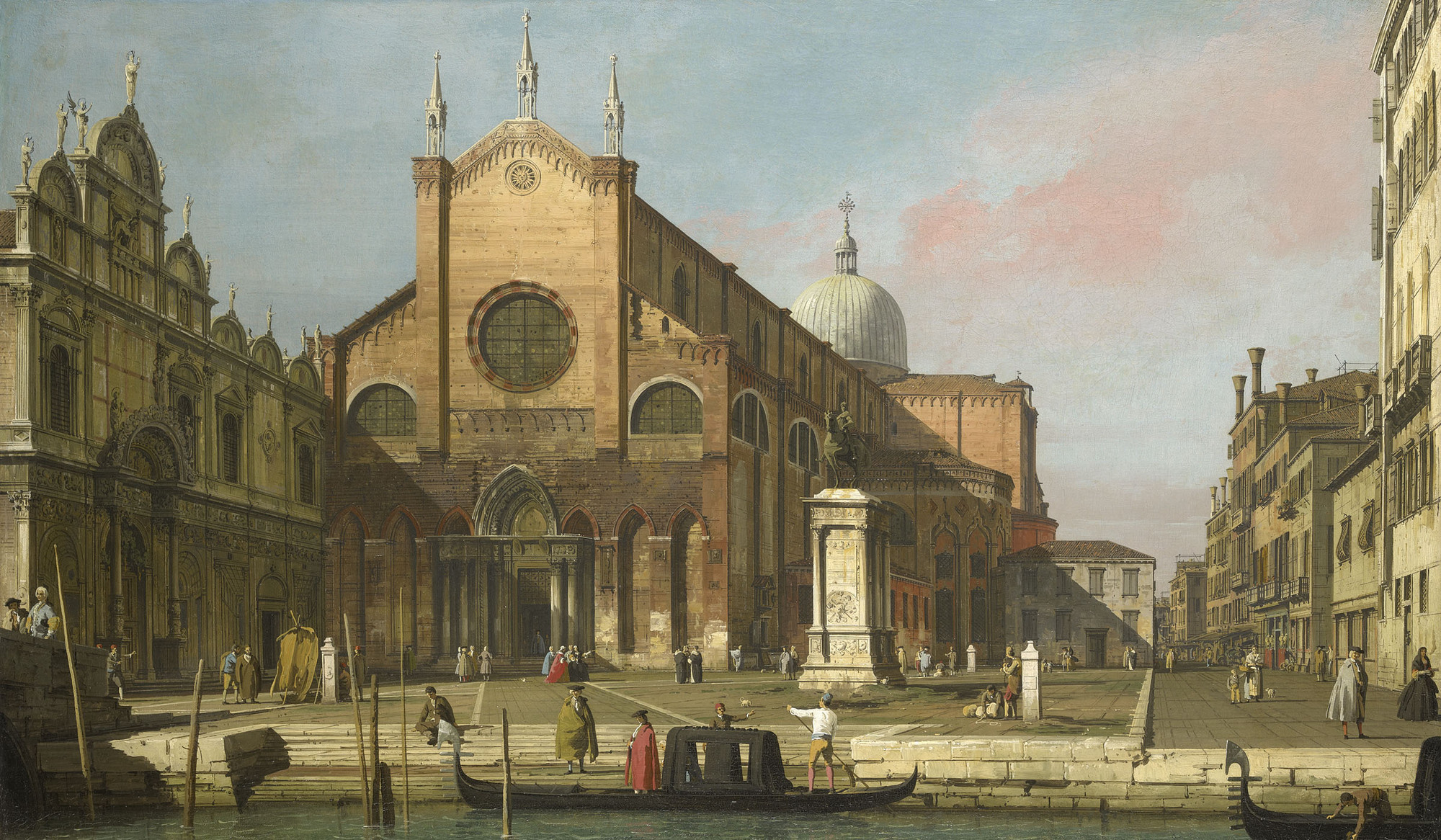
Каналетто. Венеция, Кампо Санти-Джованни-э-Паоло, 1736-1740. Место, где находился театр Новиссимо

Театр Новиссимо (итал. Teatro Novissimo) — венецианский оперный театр XVII века, располагался на Кампо Санти-Джованни-э-Паоло с входом на Калле де Мендиканти. Это был первый театр в Венеции, специально построенный для оперных постановок. Так как здание театра возводилось с целью постановки оперных спектаклей, у него была более широкая сцена, чем у других венецианских театров, что позволяло создавать сложные постановки с роскошными декорациями и сценическими механизмами, которые стали визитной карточкой Новиссимо. Театр открылся в сезон карнавала 1641 года премьерой оперы Сакрати «La finta pazza». После его последней постановки в 1645 году театр был закрыт из-за растущих долгов, а его здание снесено в 1647 году.

## История

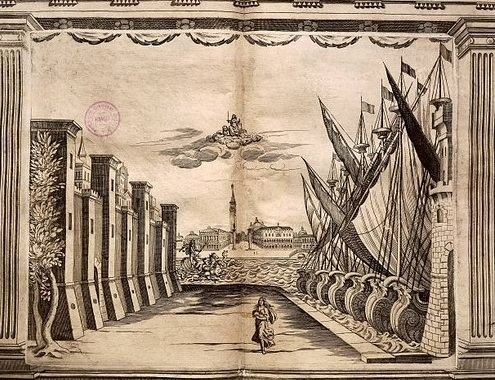
Декорации Джакомо Торелли для театра Новиссимо, представляющие Венецию. 1644

Публичная коммерческая опера началась в Венеции в 1637 году с открытием театра Сан-Кассиано. К моменту открытия Новиссимо в городе уже было три театра, ставивших оперы: Сан-Кассиано, Сан-Джованни-э-Паоло и Сан-Моизе. Новиссимо (слово означает «новейший» на итальянском языке) стал уникальным в том смысле, что он был специально построен для постановки оперы и, в отличие от трех других, был построен и принадлежал консорциуму, а не одной дворянской семье. Консорциум состоял из патриция Луиджи Микьеле и членов Accademia degli Incogniti, среди которых были либреттисты Джулио Строцци, Джакомо Бадоаро и Джованни Франческо Бузенелло.
30 мая 1640 года консорциум подписал контракт с монахами-доминиканцами монастыря Сан-Джованни-э-Паоло, позволяющий построить и управлять театром на земле, прилегающей к монастырю, который в то время был занят большим сараем. В контракте оговаривалось, что новый театр будет использоваться только для постановки «героических» опер, а не комедий. Джироламо Лапполи, бизнесмен из Ареццо, также участвовал в проекте в качестве импресарио театра, а позже утверждал, что «построил» театр. К октябрю 1640 года к проекту присоединились композитор Франческо Сакрати, сценограф и архитектор Джакомо Торелли вместе с венецианскими дворянами Джероламо Ландо, Джакомо Марчелло и Джакомо да Мосто, которые предоставили дополнительное финансирование. Торелли создавал не только декорации и сценическое оборудование, но и проектировал сам театр. Сцена шириной почти 11 метров могла вместить сложные сценические декорации и оборудование Торелли, которые характерны для постановок театра.
Театр Новиссимо был открыт во время карнавального сезона 1641 года премьерой оперы «Мнимая сумасшедшая» (итал. La finta pazza) композитора Франческо Сакрати на либретто Джулио Строцци с тщательно продуманной сценической техникой Джакомо Торелли. По словам Эллен Розан, он «стал первым и, возможно, величайшим оперным хитом века». Что необычно для того времени, полное либретто было опубликовано до премьеры, и выступления также рекламировались через сочинения различных членов Incogniti. Само либретто содержало хвалебные гимны оперной певице Анне Ренци и «магическим эффектам» сценических декораций постановки.
Вслед премьерой «Мнимой сумасшедшей» вышла книга Cannocchiale per la finta pazza («Телескоп…») , написанная другим автором (его имя не было указано), Майолино Бисаччони. На 55 страницах был дан подробный отчёт о визуальных эффектах оперы. Название относится к заявленной цели книги — предоставить описание визуальных эффектов не только для тех, кто не смог присутствовать, но и для тех, кто сидел далеко от сцены. Видимо, подразумевалось, что Новиссимо был довольно большим театром. По словам Розанд, в книге также впервые недвусмысленно утверждается связь между самой оперой и «чудесным городом Венецией». Эта тема была продолжена в «Живописных аппаратах для театра Новиссимо ди Венеция» Бисаччони, она станет сквозной для всей венецианской оперы того периода, когда Серениссима воспевалась в каждой постановке. Напечатанный в 1644 году, текст был иллюстрирован изображениями декораций Торелли к постановке театра 1643 года Venere gelosa Сакрати и постановке 1644 года «Деидемии» Франческо Кавалли. 
Сезон 1645 года, когда состоялась премьера оперы Джованни Роветты Ercole in Lidia, оказался последним для театра. Долги продолжали расти, и монахи Сан-Джованни-э-Паоло настаивали на возвращении своей земли. Джироламо Лапполи уступил театр Майолино Бисаччони в мае того же года. Летом 1645 года несколько инвесторов, а также Джакомо Торелли, Пауло Моранди (художник по костюмам театра) и четыре певца, включая Анну Ренци, подали в суд на Лапполи из-за невыплаченных долгов и заработной платы. В следующем году Лапполи покинул Венецию, так и не оплатив долги. Монахи вновь завладели театром и в октябре 1647 года его снесли. В 1648 году на этом месте были построены конная школа и конюшни .

## Постановки театра Новиссимо
- Мнимая сумасшедшая / La finta pazza, 1641
- Алькат / Alcate, 1642
- Беллерофон /Bellerofonte, 1642
- Ревнивая Венера / Venere gelosa, 1643
- Деидемия / Deidemia, 1644
- Геракл в Лидии /Ercole in Lidia, 1645